# Kalzium
Kalzium (в переводе с немецкого кальций) — периодическая система химических элементов, входящая в пакет образовательных программ KDE Education Project. Распространяется согласно GNU General Public License.

## Особенности
Kalzium в интерактивном режиме предоставляет информацию о 118 химических элементах, их символическом обозначении, атомной массе, энергии, спектре, истории открытия, точках плавления и испарения и другой информации. Также включает в себя:
- таблицу изотопов
- 3D-редактор молекул
- калькулятор молекулярных масс
- калькулятор периода полураспада элементов
- балансировщик уравнений химических реакций.

## Признание
В феврале 2006 года Оснабрюкский университет вручил автору Kalzium награду за достижения в области открытого программного обеспечения.